# After the Wedding
Pour plus de détails, voir Fiche technique et Distribution.
After the Wedding (Efter brylluppet) est un film dramatique dano-suédois de Susanne Bier, sorti en 2006.

## Synopsis
Jacob consacre sa vie à la gestion  d’un orphelinat en Inde. Un richissime entrepreneur danois, Jørgen, demande à Jacob de rentrer au Danemark pour valider une donation financière qui permettrait de sauver l’orphelinat menacé de fermeture. Arrivé sur place, Jørgen l’invite au mariage de sa fille qui a lieu le lendemain. Ce mariage fait ressurgir des souvenirs enfouis de Jacob qu’il pensait avoir oubliés.

## Fiche technique
- Titre : After the Wedding
- Titre original : Efter brylluppet
- Réalisation : Susanne Bier
- Scénario : Susanne Bier, Anders Thomas Jensen
- Musique : Johan Söderqvist
- Producteur : Sisse Graum Olsen
- Distribution : Nordisk Film
Soda Pictures
IFC Films
- Pays : Danemark, Suède
- Genre : Drame
- Langue : Anglais et Danois
- Durée : 120 minutes

## Distribution
- Mads Mikkelsen : Jacob Pederson
- Sidse Babett Knudsen : Helene Hannson
- Rolf Lassgård : Jørgen Lennart Hannson
- Stine Fischer Christensen : Anna Louisa Hannson
- Christian Tafdrup : Christian
- Mona Malm : Madame Hannson
- Meenal Patel : Madame Shaw
- Neeral Mulchandani : Pramod
- Neel Rønholt : Mille